# White Horse (Chris Stapleton)
"White Horse" is een nummer van de Amerikaanse countryzanger Chris Stapleton uit 2023.

## Achtergrond
Het nummer werd uitgebracht op 21 juli 2023 als eerste single van zijn vijfde studioalbum Higher. Het lied is geschreven door Stapleton met Dan Wilson en Stapleton produceerde het samen met zijn vrouw Morgane Stapleton en Dave Cobb. 
"White Horse" is een countrynummer geïnspireerd op bluesrock met een intro met riffs en drumbeats. In het lied zingt Stapleton dat hij tijd nodig heeft om zijn hart voor zijn partner te openen en geeft hij aan dat zij zal moeten wachten voordat hij klaar is voor een relatie.

## Ontvangst
Het nummer werd een hit in de country-hitlijsten. Het stond twee weken op de tweede plek in de Amerikaanse Country Airplay-hitlijst. In de reguliere Amerikaanse hitlijst werd de twaalfde plek gehaald, in de Canadeze lijst plek 14. Buiten Noord-Amerika en Oceanië wist het nummer de hitlijsten niet te halen.
Het won bij de 66e Grammy Awards de prijzen voor beste country solo-optreden en beste countrynummer. Het nummer werd in 2024 tevens verkozen tot single en nummer van het jaar tijdens de 58e Country Music Association Awards.

### NPO Radio 2 Top 2000
White Horse (Chris Stapleton) stond in 2024 voor het eerst in de NPO Radio 2 Top 2000, op plek 1621.